# Kerron Clement
Kerron Clement (ur. 31 października 1985 w Port-of-Spain) – amerykański lekkoatleta pochodzący z Trynidadu i Tobago, płotkarz, dwukrotnie złoty i raz srebrny medalista olimpijski, dwukrotny mistrz świata z Osaki (2007) w biegu na 400 m ppł i w sztafecie 4 x 400 m, mistrz świata w biegu na 400 m ppł z Berlina (2009).
Student Uniwersytetu Stanowego Florydy, od 2004 jest obywatelem USA (choć zachował obywatelstwo Trynidadu i Tobago). W 2004 zdobył mistrzostwo świata juniorów w biegu na 400 m przez płotki. 12 marca 2005 ustanowił aktualny do 24 lutego 2024 halowy rekord świata w biegu płaskim na 400 m (44,57 s), poprawiając dotychczasowe osiągnięcie Michaela Johnsona (zdobył jednocześnie akademickie mistrzostwo USA).

## Sukcesy
| Rok  | Zawody                      | Miasto         | Konkurencja        | Wynik       | Miejsce |
| ---- | --------------------------- | -------------- | ------------------ | ----------- | ------- |
| 2004 | Mistrzostwa Świata Juniorów | Grosseto       | 400 m ppł          | 48,51 s     | 1.      |
| 2004 | Mistrzostwa Świata Juniorów | Grosseto       | sztafeta 4 x 400 m | 3:01,09 min | 1.      |
| 2006 | Puchar Świata               | Ateny          | 400 m ppł          | 48,12 s     | 1.      |
| 2007 | Mistrzostwa świata          | Osaka          | 400 m ppł          | 47,61 s     | 1.      |
| 2007 | Mistrzostwa świata          | Osaka          | 4x400 m (elim.)    | 2.55,56 min | 1.      |
| 2007 | Światowy Finał IAAF         | Stuttgart      | 400 m ppł          | 48,35 s     | 2.      |
| 2008 | Igrzyska olimpijskie        | Pekin          | 400 m ppł          | 47,98 s     | 2.      |
| 2008 | Igrzyska olimpijskie        | Pekin          | 4x400 m (elim.)    | 2.55,39 min | 1.      |
| 2008 | Światowy Finał IAAF         | Stuttgart      | 400 m ppł          | 48,96 s     | 1.      |
| 2009 | Mistrzostwa świata          | Berlin         | 400 m ppł          | 47,91 s     | 1.      |
| 2009 | Mistrzostwa świata          | Berlin         | 4x400 m            | 2.57,86 min | 1.      |
| 2009 | Światowy Finał IAAF         | Saloniki       | 400 m ppł          | 48,11 s     | 1.      |
| 2015 | Igrzyska panamerykańskie    | Toronto        | 4x400 m            | 3:00,21 min | 3.      |
| 2016 | Igrzyska olimpijskie        | Rio de Janeiro | 400 m ppł          | 47,73 s     | 1.      |
| 2017 | Mistrzostwa świata          | Londyn         | 400 m ppł          | 48,52 s     | 3.      |

## Rekordy życiowe
- bieg na 100 m – 10.23 (2007)
- bieg na 400 m – 44,48 (2007)
- bieg na 400 m przez płotki – 47,24 (2005) – 10. wynik w historii światowej lekkoatletyki
- bieg na 110 m przez płotki – 13,78 (2004) – juniorski rekord USA
- bieg na 300 m przez płotki – 35,42 (2003)
- bieg na 200 m (hala) – 20,40 (2005)
- bieg na 300 m (hala) – 31,94 (2006) – 2. wynik w historii światowej lekkoatletyki
- bieg na 400 m (hala) – 44,57 (2005) – rekord świata
- bieg na 60 m przez płotki (hala) – 7,80 (2004) juniorski rekord USA